# Positive hardcore
El positive hardcore o posicore, és una branca de l'escena musical hardcore punk que reivindica la consciència social i comunitària i valors com la inclusivitat i el respecte. El gènere es va originar com una reacció contra la violència i la negativitat en l'escena straight edge de línia dura o hardline.
Des que es va encunyar el terme a la dècada del 1980, s'ha aplicat a grups com 7 Seconds, Youth of Today, Good Clean Fun o Have Heart. Les primeres bandes de hardcore positive dels anys 1980 i 1990 van cantar sobre qüestions socials com el tracte a la comunitat LGBT de l'escena hardcore, així com la no-violència i la unitat de l'escena. Aquests eren temes que els hardliners rebutjaven. De finals dels anys 2000 fins a la dècada del 2010 es produí un renaixement del gènere.